# Uruçu-nordestina
Melipona scutellaris também chamada de "uruçu", "uruçu-nordestina" ou "uruçu-verdadeira" é uma espécies de abelha sem ferrão Eusocial da ordem Hymenoptera e do gênero Melipona sp. Seu nome comum é uruçu, que vem do idioma Tupi “eiru su”, que nesta língua indígena significa "grande abelha". Seu mel é altamente desejável e os materiais que eles criam para ninhos provaram ser uma fonte promissora de agentes de antibiofilmes e apresentar seletividade contra linhas de células de câncer humano em baixas concentrações em comparação com células normais.

## Taxonomia

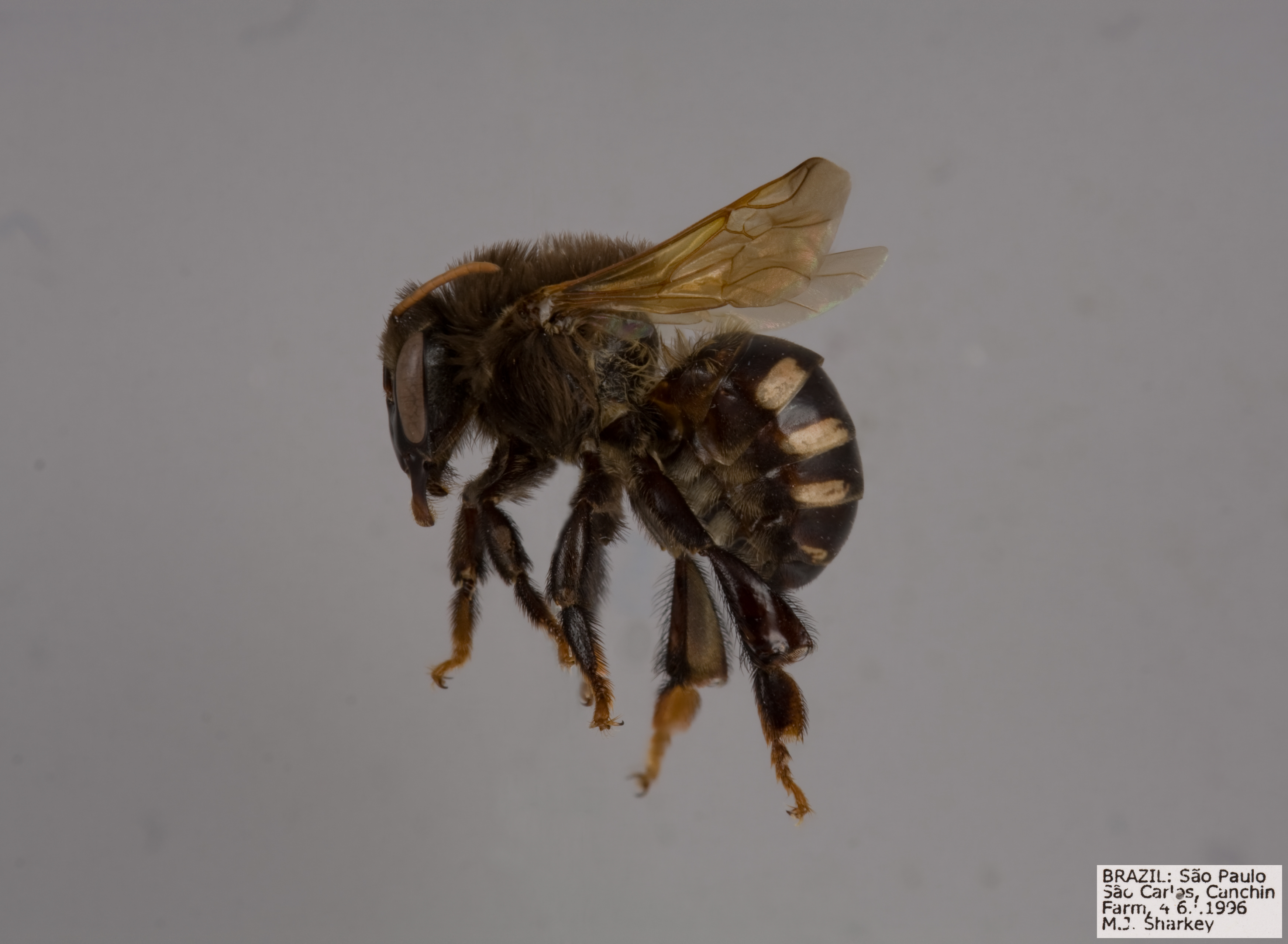
Abelha do gênero Melipona sp.

A M. scutellaris é um membro da família Apidae de eusocial abelhas dentro da ordem Hymenoptera, que consiste em formigas, abelhas, vespas e flechas. A subfamília Meliponini é comumente referida como "abelhas sem ferrão". É uma das 40 espécies conhecidas no gênero Melipona sp. A M. scutellaris tem os nomes comuns de "uruçu-nordestina" ou "uruçu-verdadeira", geralmente encurtado para apenas "uruçu".

## Descrição
As operárias de M. scutellaris  de populações de diferentes elevações apresentam diferenças morfológicas. As operárias das colônias costeiras têm um tórax escuro, enquanto os operárias das regiões montanhosas têm tórax claro, ambos com cinco listras brancas e pelos grisalhos. Esta variação está associada à umidade nas áreas que influenciam a pigmentação. Seu corpo é robusto, o clípeo é ligeiramente convexo e o rosto é relativamente estreito. Eles são cerca de 10 a 12 mm de comprimento.
A M. scutellaris foi uma das primeiras espécies de abelhas domesticadas pelo Potiguara, Kiriri, Xukuru, Pataxó, Paiaku, índios de Tupicuruba e Aymoré. Os colonizadores portugueses aprenderam técnicas de criação que levaram M. scutellaris para se tornar uma das espécies mais freqüentemente criadas de abelhas sem ferrão no Nordeste.
Suas colônias podem ter de 4000 a 6000 abelhas, e em condições favoráveis podem produzir até 10 litros de mel por ano. Isso torna a espécie muito atraente para a produção comercial de mel, apesar do trabalho extra para coletar o mel dos potes em que é armazenado, evitando a contaminação.

## Distribuição e habitat

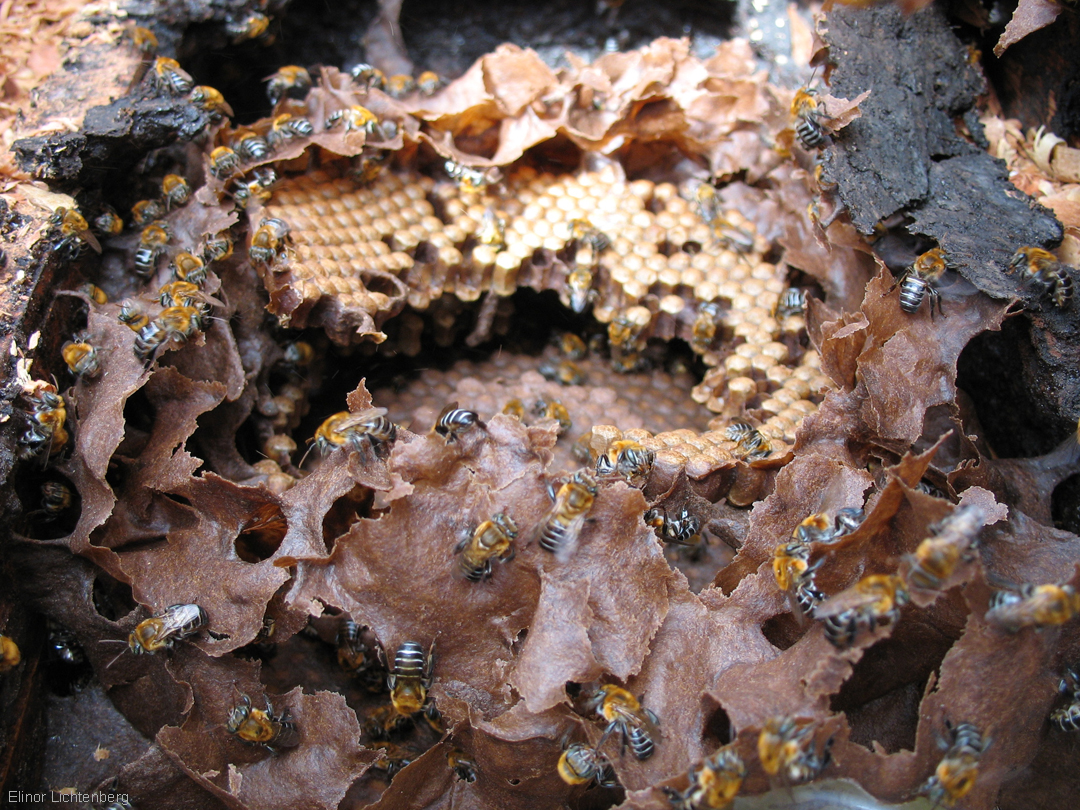
Melipona scutellaris no ninho.

A M. scutellaris ocorre próxima ao litoral nordestino, desde a Bahia até o Rio Grande do Norte, principalmente no bioma mata atlântica, apesar de que já foram identificadas colmeias naturais no interior de Pernambuco, de Alagoas e da Bahia.
Essa abelha nidifica em cavidades de troncos de árvores na mata atlântica e é amplamente distribuído no Nordeste do Brasil, onde é geralmente mantido por apicultores regionais e tradicionais para extração de mel, pólen e cera. Para construir seus ninhos, M. scutellaris usa cerume, uma mistura de cera e resinas e florais. O cerume é usado em diferentes proporções em potes de armazenamento, células de crias, aberturas de entrada e tubos e pilares. Os ninhos são cercados e protegidos por uma estrutura chamada batume, uma placa semelhante a uma parede feita de cerume frágil, lama e, às vezes, pedaços de flores e folhas. Quando a lama excessiva é adicionada, a mistura é chamada geoprópolis.
Várias células de cria justapostas formam o favo, que pode ser horizontal ou mais raramente, helicoidal. Quando a abelha nasce, a célula de cria é desmanchada e o cerume reaproveitado em outras construções no ninho.
A espécie é agora extremamente rara na natureza devido ao desmatamento da mata atlântica para plantações de cana-de-açúcar. Outras espécies de abelhas, como Tetragonisca angustula, também são muito afetadas por esse desmatamento. A exploração destrutiva de colônias selvagens para obter o valioso mel, tradicionalmente usado como medicamento, reduziu ainda mais as colônias naturais.
A Melipona scutellaris possui uma preferência floral mais seletiva do que as abelhas europeias, o que a torna mais susceptíveis a extinção.

## Ciclo da colonia
Como as abelhas europeias, abelhas sem ferrão formam colônias perenes, fundadas em enxame.  As colônias de M.scutellaris geralmente contêm cerca de 1500 trabalhadores e são encabeçadas por uma única rainha, uma vez acasalada. Operárias, gines (fêmeas com potêncial de serem rainhas), e os machos são criados individualmente em células de tamanho similar preenchidas com alimentos larvais e são seladas pelas operárias imediatamente após a postura de um ovo. Nas meliponas, as rainhas podem ser criadas em células reais e células pequenas. As rainhas criadas em células pequenas, referidas como rainhas virgens, são mais pequenas do que as rainhas normais porque elas emergem de células de cria de operárias, nas quais normalmente somente as operarias e os machos são criados. Assim como as rainhas normais, as rainhas virgens podem acasalar e encabeçar colônias. As rainhas virgem e operarias da  são criadas em células de tamanho idêntico e geralmente são produzidos em grande excesso de necessidades de colonia.

### Expectativa de vida
O tempo de desenvolvimento de ovo para adulto é de cerca de 40 dias. As operárias de M. scutellaris  têm uma expectativa de vida média de apenas 31 dias, enquanto as operárias reprodutivas têm uma expectativa de vida média de 110 dias, 3,5 vezes mais do que uma operária normal. A longa expectativa de vida dos trabalhadores reprodutivos provavelmente está ligada ao fato de que eles não realizam tarefas arriscadas ou energeticamente dispendiosas, como o de forragear como as operárias normais. A rainha tem a maior expectativa de vida de cerca de 175 dias.

## Comportamento

### Determinação de casta
A determinação da casta em abelhas sem ferrão ainda não é totalmente compreendida. Existem duas teorias principais de determinação, e não há dados conclusivos suficientes para estabelecer qual é correto para M. scutellaris. Uma teoria estipula que larvas femininas têm o potencial de seguir caminhos diversos no desenvolvimento. Os trabalhadores criam células reais para as rainhas, mas as rainhas também podem surgir das células normais das quais machos e operárias emergem. As células reais contêm mais alimentos para as larvas, enquanto as células normais não. Nas células normais, as larvas ingerem menos alimentos e, portanto, são de tamanho menor e são marcadas como rainhas "em miniatura" ou "virgem". A outra teoria formula que, durante o desenvolvimento, as larvas femininas têm a decisão de se tornar uma operária ou uma rainha e, portanto, ter o poder da autodeterminação. As rainhas em miniatura ainda ganham um maior retorno, sendo uma rainha pequena em vez de uma operária. Elas então têm o potencial de serem selecionadas pelas operárias como a próxima rainha quando a rainha ativa morre.

### Parasitismo social
Em muitas ocasiões, as rainhas virgens M. scutellaris são mortas pelas operárias e abandonam seus próprios ninhos. Durante a sua fuga, eles são capazes de identificar e invadir outras colônias que foram órfãs pela morte de sua rainha original, a mãe das outras abelhas na colônia. Essas invasões geralmente ocorrem ao  pôr-do-sol, quando os trabalhadores que guardam a entrada do ninho estão menos alertas. Durante o dia, há movimentos intensos, já que as abelhas trazem pólen e néctar para a colmeia, e muitos trabalhadores permanecem alertas enquanto guardam a entrada da colônia para evitar o roubo de seus estoques de alimentos. É difícil penetrar no bloqueio. Mas no final da tarde, quando a busca de alimentos diminui e a luz diminui, a sua vigilância diminui e as rainhas parasitas aproveitam a falta de atenção. Através desta estratégia sigilosa, as abelhas sem um rainha de direito, como parasitas sociais: são capazes de tirar proveito de trabalhadores não relacionados e se beneficiar de seu trabalho.

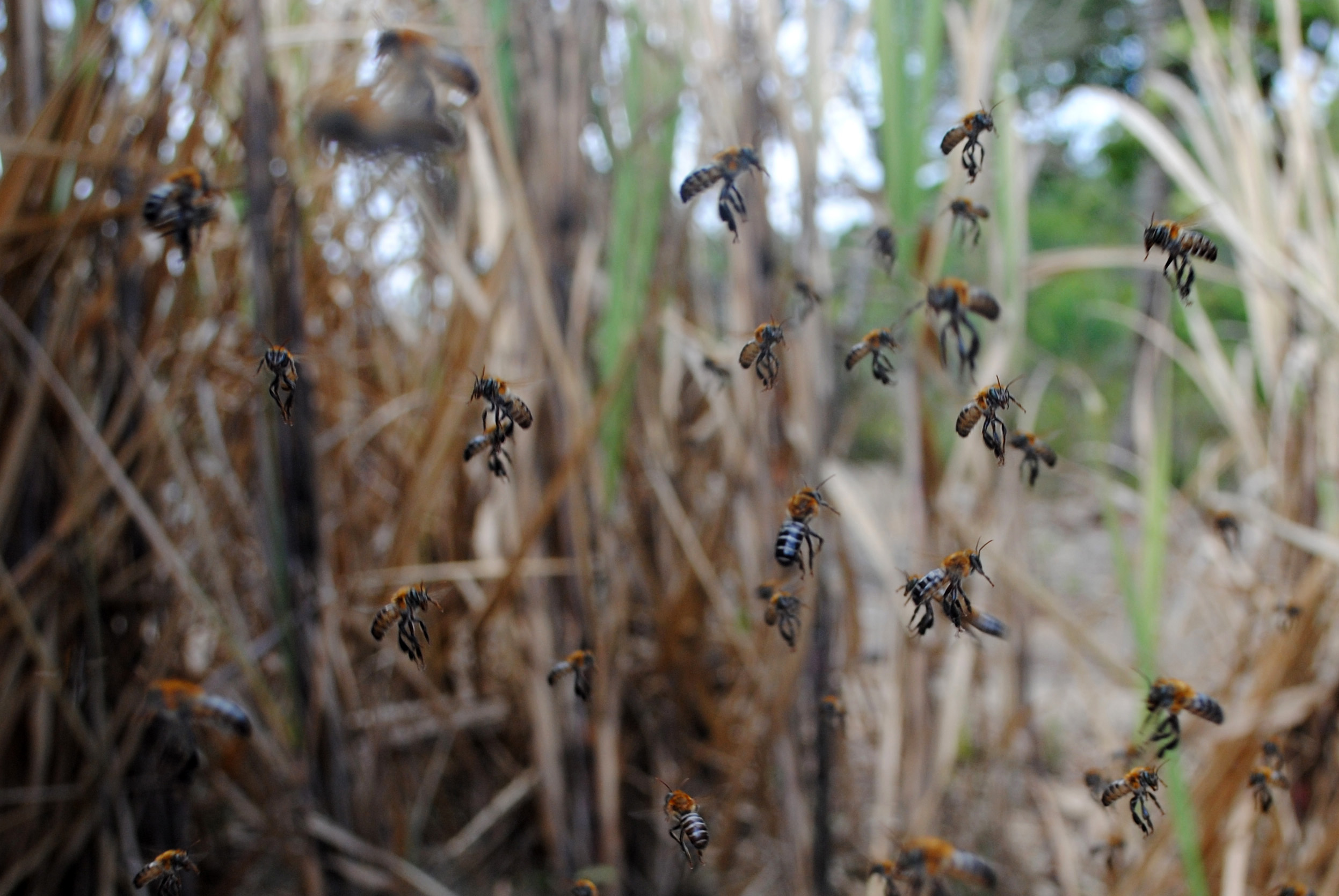
M. scutellaris voando.

### Comunicação
As operárias forrageadoras M. scutellaris motivam a coleta de abelhas a procurar alimentos de forma aleatória quando onde se deparam com outras operárias. O número de manobras para uma forrageadoras correlaciona-se com o número de abelhas coletoras, mas não se correlaciona com a distância ou direção. As M. scutellaris forrageiras informam adequadamente os seus companheiros de colmeia sobre a direção da fonte de alimento, mas suas informações sobre a distância são pobres e limitadas. As abelhas recrutadas deixam a colmeia na direção comunicada pela forageira e buscam uma fonte de alimento que cheira como a amostra levada para a colmeia. Ainda não se sabe exatamente como eles comunicam a localização da fonte. Os vôos orientadores e a marcação de aroma foram excluídos como modos de comunicação por estudos.

### Diferenciação de função
A M. scutellaris é haplodiploide, o que significa que as fêmeas têm dois conjuntos de cromossomos (diploides), recebendo um conjunto da rainha e o outro de um zangão masculino. Enquanto isso, os zangões masculinos têm um conjunto de cromossomos (haploide), resultante de um ovo não fertilizado. A carga genética da abelha masculina (zangão) é, portanto, derivada inteiramente da mãe, enquanto a composição genética da abelha operaria é derivada metade da mãe e metade do pai. Se uma abelha rainha se acasala com um zangão, qualquer uma de suas filhas irá compartilhar cerca de 3/4 de seus genes.

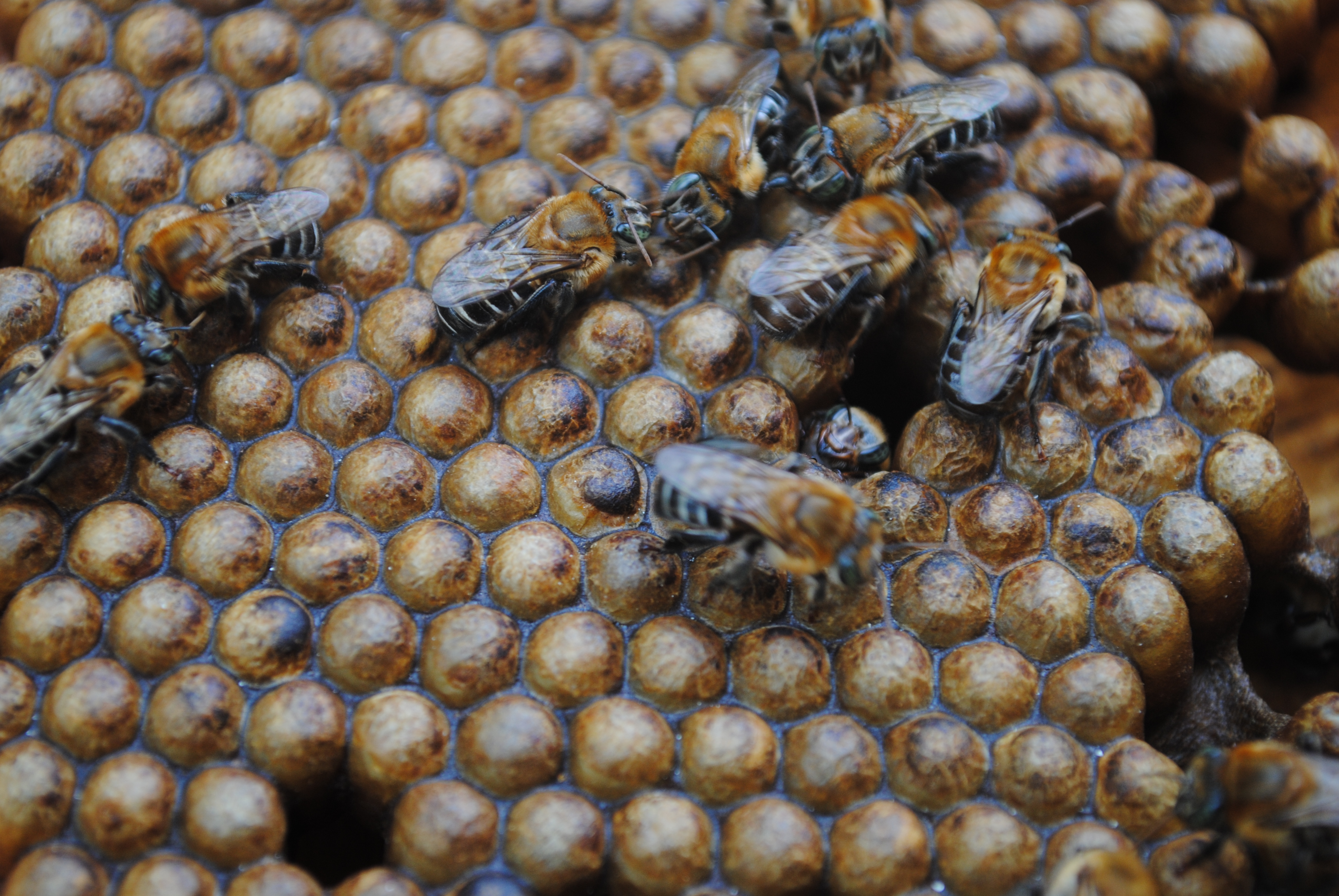
Operárias de M. scutellaris.

 Enquanto as operárias podem colocar ovos não fertilizados que se tornam seus filhos, o sistema de determinação do sexo haplodiploide aumenta a aptidão do indivíduo devido à seleção indireta. Uma vez que a operária está mais relacionada às filhas da rainha (suas irmãs) do que à sua própria prole, ajudar as crias da rainha a sobreviver promove a propagação dos mesmos genes que o trabalhador possui de forma mais eficiente do que a reprodução direta. Por causa desse sistema, a operária M. Scutellaris atuará principalmente como guardas do ninho e procura por comida, enquanto os zangões e a rainha ficam dentro do ninho.

### Defesa
A M. scutellaris tem ferrão atrofiado, então ele não pode ser usado para sua defesa. Em vez disso, essas abelhas defendem-se mordendo seus predadores. Durante o dia, 1 ou 2 abelhas irão atuar como guardas e patrulhar sobre a entrada do ninho. Eles mudarão periodicamente os deveres com outros machos.
A espécie é bastante mansa. Apenas ataca os seres humanos quando seu ninho é molestado. Mesmo assim, o comportamento agressivo dura apenas alguns minutos, e depois as abelhas se acalmam e não tentam morder mais. Assim, os apicultores geralmente não usam proteção especial ao trabalhar com as colmeias para inspecionar sua saúde, coletar mel ou duplicar a colônia.

## Parentesco
Uma rainha pode ser excluída como mãe de um zangão gerador pela operária, a operária pode transmitir genes a seu filho que a rainha não possui. No entanto, as operárias não podem ser excluídos como possíveis mães de zangões gerados por rainhas  porque qualquer alelo transmitido pela rainha a seu filho também será transmitido as operárias. Foi demonstrado que as operárias contribuem significativamente para a geração de zangões.
A M. scutellaris mostra respostas discriminativas imediatas em relação a outros que não são membros de sua colônia. Elas fazem isso através do reconhecimento de hidrocarbonetos específicos de espécies e colônias. Tem sido a hipótese de que na entrada do ninho, os guardas de M. scutellaris avaliam os aromas de outros que tentam entrar e não os deixam passar se não tiver o cheiro correto da colônia.

## Uso humano

### Mel
Podem ser produzidos até 10 litros de mel de M. scutellaris por ano por colônia, em tempos bons, embora a média seja de 2,5 a 4 litros por ano por colônia. É principalmente considerado medicinal por populações regionais. O mel pode ter propriedades antimicrobianas para serem usadas no tratamento de feridas e queimaduras, conforme relatado pela primeira vez em 1892. Suas supostas propriedades antimicrobianas podem ser devidas a alta osmolaridade. Devido ao alto teor de água, deve ser armazenado na geladeira quando não consumido imediatamente.

### Geoprópolis
O geoprópolis coletado por M. scutellaris exibe atividade antimicrobiana e antiproliferativa. Também provou ser uma fonte promissora de agentes de antibiofilmes e apresentar seletividade contra células de câncer humano em baixas concentrações, em comparação com células normais. Sua composição química parece ser essencialmente de ligações não polar. As características mostradas pelas análises químicas sugerem a presença de benzofenonas como compostos ativos. Portanto, geoprópolis parece ser um produto natural promissor a ser estudado minuciosamente para revelar novas moléculas com propriedades terapêuticas. Uma vez que o seu perfil químico não foi totalmente descrito e seu potencial farmacológico acaba de ser revelado, ele precisa de uma investigação mais aprofundada.

### Benefícios da espécie
- Polinização dos vegetais aumentando a produtividade das plantas cultivadas e a fertilidade das espécies que dependem da polinização cruzada.
- Produção de delicioso mel, com alta qualidade medicinal, rico em propriedades bactericidas, energéticas e antioxidantes.
- Baixo custo de implantação de meliponário e fácil manejo.